# باختمه
باختمه یک منطقهٔ مسکونی در عراق است که در اقلیم کردستان عراق واقع شده‌است.